# 漆远渥
漆远渥（1915年—2012年10月29日），安徽金寨人，中国人民解放军将领、中国人民解放军少将。
毕业于南京军事学院。1955年，担任首位北京军区空军政治委员。1968年，由张百春接任。1955年，授中国人民解放军少将军衔。
於2012年10月29日，因病醫治無效，逝於北京，享壽97歲。。